# Pedra Moura de Monte Carneo
La Pedra Moura de Monte Carneo est un dolmen situé dans la commune de Vimianzo, dans la province de La Corogne, en Galice, en Espagne.

## Situation
Le dolmen est situé à proximité des dolmens de Arca da Piosa, Pedra da Lebre et Pedra Cuberta.

## Description
Voisin de la Pedra Cuberta mais de taille plus petite, le dolmen possède une chambre polygonale avec six orthostates et un court couloir dont il reste quatre piliers. La dalle de couverture d'entrée est manquante. Celles de la chambre funéraire sont présentes mais déplacées : l'une d'elles est tombée à l'intérieur. Le dolmen porte des traces de peintures rouges et noires sur fond blanc.
Il reste peu de chose du tumulus d'origine, qui faisait environ 15 m de diamètre.

## Historique
Il n'y a jamais eu de fouille archéologique sur ce site. En 1989, la parcelle de Pedra Moura a été convertie du sous-bois à l'herbage. Les travaux de conversion ont endommagé la structure du dolmen : les pierres ont été déplacées.
L'opération a toutefois permis de découvrir dans le couloir un fragment de poterie en forme de cloche (culture campaniforme), aujourd'hui conservé au Musée archéologique et historique de La Corogne (es).
Le dolmen a été déclaré Bien d'intérêt culturel en 2011.

## Galerie

Pedra Moura
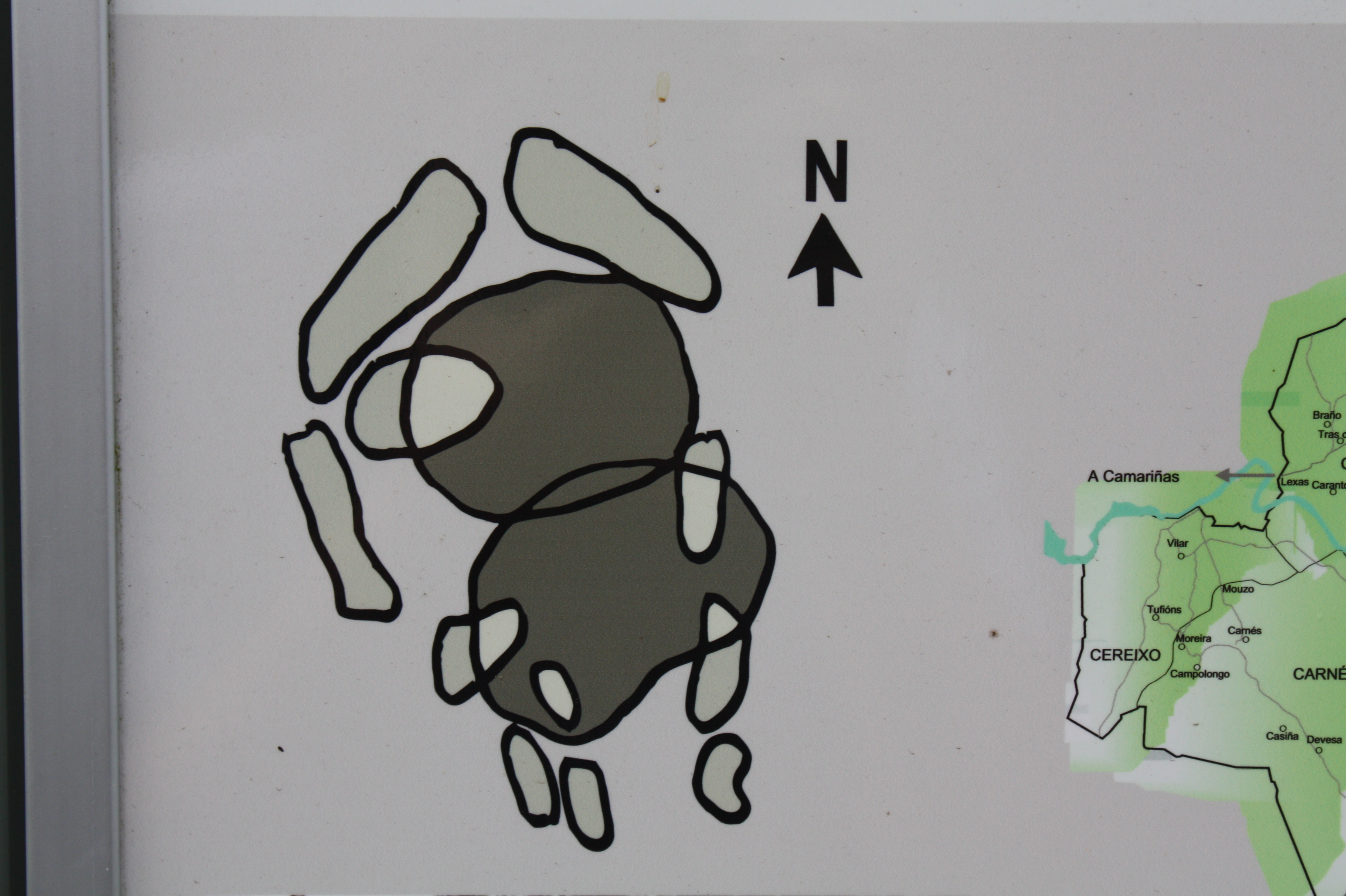
Plan du dolmen
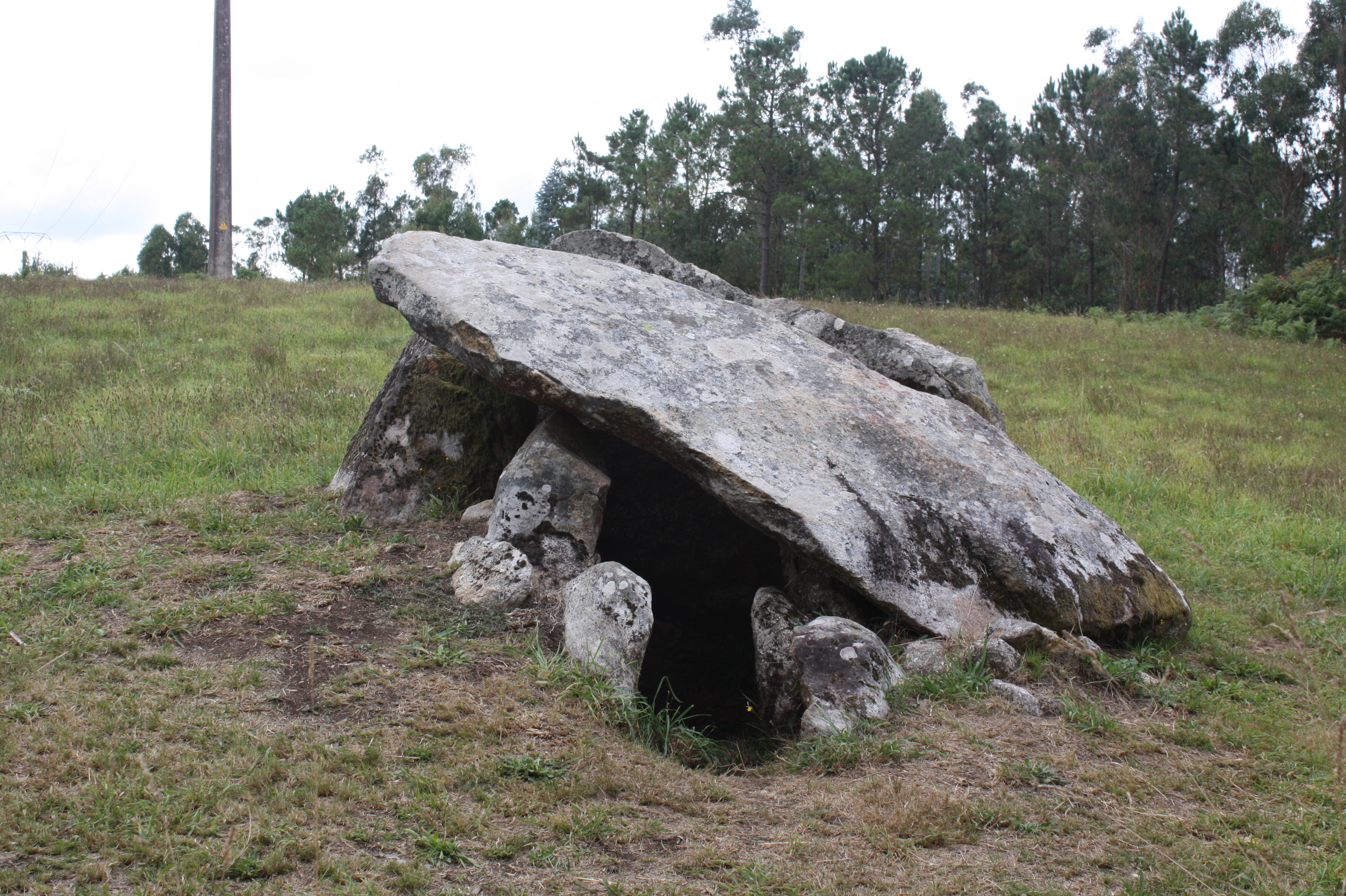
Vue du dolmen face à l'entrée